# (1759) Kienle
(1759) Kienle ist ein Asteroid des mittleren Hauptgürtels, der am 11. September 1942 vom deutschen Astronomen Karl Wilhelm Reinmuth an der Landessternwarte Heidelberg-Königstuhl bei einer Helligkeit von 14,2 mag entdeckt wurde.
Der Asteroid wurde benannt nach Hans Kienle (1895–1975), einem Astrophysiker, der als Direktor mehrerer deutscher Sternwarten fungierte. Von 1950 bis 1962 war er Direktor der Sternwarte Heidelberg-Königstuhl. Er ist bekannt für seine Arbeiten zur Spektrophotometrie. Von 1955 bis 1958 war er Präsident der IAU-Kommission 36.

## Wissenschaftliche Auswertung
Eine Auswertung von Beobachtungen durch das Projekt NEOWISE im nahen Infrarot führte 2011 zu vorläufigen Werten für den Durchmesser und die Albedo im sichtbaren Bereich von 7,3 km bzw. 0,18.
Eine spektroskopische Untersuchung von 820 Asteroiden zwischen November 1996 und September 2001 am La-Silla-Observatorium in Chile ergab für (1759) Kienle eine taxonomische Klassifizierung als S-Typ.
Photometrische Beobachtungen von (1759) Kienle erfolgten erstmals vom 21. bis 24. November 1981 am McDonald-Observatorium in Texas. Aus der gemessenen Lichtkurve konnte eine Rotationsperiode von 29,25 h abgeleitet werden.

## Asteroidenpaar
(1759) Kienle bildet mit dem Asteroiden (1736) Floirac ein quasi-complanares Asteroidenpaar. Sie besitzen teilweise sehr ähnliche Bahnelemente und bewegen sich nahezu in der gleichen Bahnebene, allerdings ist die Bahn von (1759) Kienle stärker elliptischer und etwas größer, außerdem sind ihre Apsidenlinien leicht gegeneinander verdreht. (1736) Floirac besitzt eine deutlich kürzere Umlaufzeit um die Sonne als (1759) Kienle, so dass er diesen etwa alle 15 Jahre überholt. In den 1000 Jahren um die derzeitige Epoche herum kommen sich die beiden Körper aber nicht näher als 6,5 Mio. km.